# A,a-trehaloza-fosfat sintaza (UDP-formiranje)
A,a-trehaloza-fosfat sintaza (UDP-formiranje) (EC 2.4.1.15, UDP-glukoza glukoza-fosfat glukoziltransferaza, trehalozafosfat-UDP glukoziltransferaza, UDP-glukoza-glukoza-fosfat glukoziltransferaza, alfa,alfa-trehaloza fosfat sintaza (formira UDP), fosfotrehaloza-uridin difosfat transglukozilaza, trehaloza 6-fosfat sintaza, trehaloza 6-fosfat sintetaza, trehaloza fosfat sintaza, trehaloza fosfat sintetaza, trehaloza fosfat-uridin difosfat glukoziltransferaza, trehaloza-P sintetaza, transglukozilaza, uridin difosfoglukoza fosfat glukoziltransferaza) je enzim sa sistematskim imenom UDP-glukoza:D-glukoza-6-fosfat 1-alfa-D-glukoziltransferaza. Ovaj enzim katalizuje sledeću hemijsku reakciju
UDP-glukoza + D-glukoza 6-fosfat {\displaystyle \rightleftharpoons } UDP + alfa,alfa-trehaloza 6-fosfat

## Literatura
- Nicholas C. Price; Lewis Stevens (1999). Fundamentals of Enzymology: The Cell and Molecular Biology of Catalytic Proteins (Third изд.). USA: Oxford University Press. ISBN 019850229X.
- Eric J. Toone (2006). Advances in Enzymology and Related Areas of Molecular Biology, Protein Evolution (Volume 75 изд.). Wiley-Interscience. ISBN 0471205036.
- Branden C; Tooze J. Introduction to Protein Structure. New York, NY: Garland Publishing. ISBN 0-8153-2305-0.
- Irwin H. Segel. Enzyme Kinetics: Behavior and Analysis of Rapid Equilibrium and Steady-State Enzyme Systems (Book 44 изд.). Wiley Classics Library. ISBN 0471303097.
- William P. Jencks (1987). Catalysis in Chemistry and Enzymology. Dover Publications. ISBN 0486654605.

## Spoljašnje veze
- Alpha,alpha-trehalose-phosphate+synthase+(UDP-forming) на 